# Server
 For alternative betydninger, se Server (flertydig). (Se også artikler, som begynder med Server)
En server er en computer, som deler sine ressourcer såsom periferiudstyr og filer med andre computere, kaldet klienter, på et datanet. En server kan udbyde en eller flere it-services. En it-service hedder også it-tjeneste.
Det er muligt for en computer at være klient og server samtidig. Desuden kan det være et program, som modtager forespørgsler fra andre programmer og sender et svar tilbage.
Inden for første kategori findes mange forskellige grupper, blandt andet dataserver, som hovedsageligt udfører beregninger, og filserver, som hovedsageligt opbevarer filer.
En servers formål er at give et antal klienter adgang til regnekraft og/eller data. Et godt eksempel på dette er en webserver, der kan stille en HTML-side til rådighed for alle andre maskiner, som er tilsluttet world wide web.
Begreberne klient og server stammer fra 1970'ernes terminal- og mainframe-kultur.